# Biserica de lemn „Sfântul Arhanghel Mihail” din Tătărăuca Veche
Biserica de lemn „Sf. Arhanghel Mihail” este o biserică amplasată în Tătărăuca Veche, raionul Soroca, Republica Moldova. Este un monument arhitectural de importanță națională inclus în Registrul monumentelor Republicii Moldova ocrotite de stat cu nr. 496 (raionul Dondușeni). Datează din 1888.